# Natasha Morrice
Natasha Morrice (25 de abril de 2000) es una deportista británica que compite en remo. Ganó una medalla de plata en el Campeonato Europeo de Remo de 2023, en la prueba de ocho con timonel.

## Palmarés internacional
| Campeonato Europeo | Campeonato Europeo | Campeonato Europeo | Campeonato Europeo |
| Año                | Lugar              | Medalla            | Prueba             |
| ------------------ | ------------------ | ------------------ | ------------------ |
| 2023               | Bled (Eslovenia)   | Medalla de plata   | Ocho con timonel   |